# Noël Van Clooster
Noël Van Clooster (auch Vanclooster, * 2. Dezember 1943 in Torhout; † 12. Juli 2022 in Tielt) war ein belgischer Radrennfahrer und nationaler Meister im Radsport.

## Sportliche Laufbahn
1965 gewann er die Belgien-Rundfahrt der Amateure mit vier Etappensiegen vor Jozef Boons, er startete dort als Unabhängiger. Neben einigen weiteren Siegen gewann er auch den Großen Scheldepreis in der Klasse der Unabhängigen. Van Clooster wurde 1965 nationaler Meister im Straßenrennen der Unabhängigen. 1966 wechselte er zu den Berufsfahrern, wo er bis 1975 aktiv blieb. Er war einer der typischen Domestiken im Radsport, die trotz ihrer Helferaufgaben auch Rennen gewinnen konnten. Einige Jahre fuhr er für das bekannte Radsportteam Flandria, das von Briek Schotte geleitet wurde. Insgesamt erzielte er 69 Siege als Radprofi. Auch im Bahnradsport war er erfolgreich, so gewann er 1966 den nationalen Titel im Dernyrennen. Zu seinen bedeutendsten Siegen als Straßenfahrer zählen die Erfolge in den Rennen Kampioenschap van Vlaanderen 1970, Brüssel–Ingooigem 1971 und Omloop van Oost-Vlaanderen 1972. Er bestritt alle Grand Tours: die Tour de France viermal (16. 1967 als bestes Resultat), den Giro d’Italia zweimal (1971 54. Platz) und die Vuelta a España 1974 (23. der Gesamtwertung).

## Berufliches
Nach seiner Radsportkarriere betrieb er 40 Jahre lang das „Café Meulebeke“ in Tielt.